# Paroster tetrameres
Paroster tetrameres är en skalbaggsart som först beskrevs av Watts och William F. Humphreys 2006.  Paroster tetrameres ingår i släktet Paroster och familjen dykare. Inga underarter finns listade i Catalogue of Life.